# Ounjougou

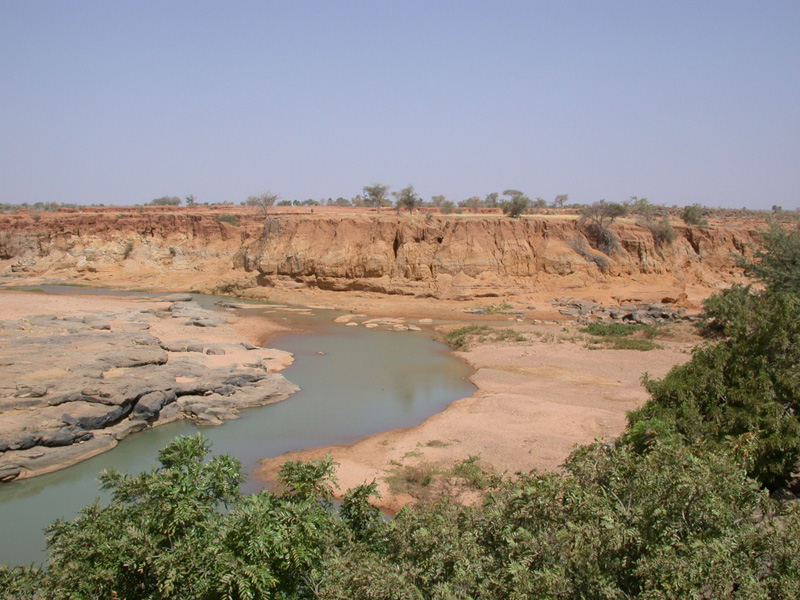
Widok częściowy na kompleks archeologiczny Ounjougou

Ounjougou - stanowisko archeologiczne w centralnym Mali (Afryka), gdzie w latach 2002-2006 odnaleziono i datowano pozostałości najstarszej znanej ceramiki na świecie z epoki paleolitu (do tej pory za najstarsze uważano znaleziska ceramiki z Bliskiego Wschodu sprzed 10 tys. lat oraz z regionu Sahary środkowej i wschodniej sprzed 9-10 tys. lat). Na znalezisko składa się sześć fragmentów naczyń glinianych, znalezionych w warstwie sprzed 11.400 lat (rolnictwo w owym czasie nie było jeszcze znane). Niemniej same naczynia mogą być jeszcze starsze.
Stanowisko, na którym dokonano odkrycia, mieści się w pobliżu uskoku Bandiagara, formacji geologicznej, która została wpisana w r. 1989 na Listę Światowego Dziedzictwa Kulturowego i Naturalnego UNESCO. Naukowcy zapowiedzieli podjęcie w najbliższym czasie badań w pobliskich jaskiniach, skąd mogą pochodzić szczątki ceramiki. W Ounjougou odnaleziono również wiele narzędzi kamiennych i innych zabytków, które potwierdzają ciągłość osadniczą w tym miejscu od okresu paleolitu. Stanowisko mieści się w wąwozie, który wypełniają kolejne, bogate w zabytki warstwy kulturowe.
Wykopaliska na stanowisku Ounjougou, które rozpoczęły się w r. 1997, prowadzone są w ramach programu "Społeczność ludzka i paleośrodowisko w Afryce Zachodniej". Badania pod kierunkiem prof. Erica Huysecoma z Uniwersytetu w Genewie prowadzi zespół archeologów ze Szwajcarii, Wielkiej Brytanii, Mali, Niemiec i Francji.
Zdaniem prof. Huysecoma najstarsza znana ceramika powstała w wyniku ewolucji starszych form naczyń, które wykonywano z mniej trwałych materiałów. Nowe potrzeby społeczeństw Afryki, które mogły się wiązać ze ówczesnymi zmianami klimatycznymi, spowodowały wynalezienie wypalanych naczyń ceramiczne. Zainteresowanie człowieka dziko rosnącym zbożem wymagało nowych sposobów przechowywania i przygotowywania pokarmów.
Początek występowania najwcześniejszej ceramiki łączy się pojawieniem się pierwszych kamiennych grotów strzał. To również, według prof. Huysecoma, świadczy o zmianach klimatycznych. Strzały zaczęto używać do polowania na niewielkie zwierzęta żyjące na sawannie, jak ptaki czy zające.